# Argiope chloreis
Argiope chloreis — один з видів великих, яскраво забарвлених павуків роду Argiope. Отрута безпечна для людини.  Поширений у Лаосі та на островах Індонезії від Суматри до Нової Гвінеї.
У 2019 році зі складу виду було виділено окремий вид Argiope chloreides Chrysanthus, 1961

## Опис
На відміну від інших видів роду, забарвлених у чорно-жовто-білі тони, черевце самиць Argiope chloreis зверху забарвлено зеленим, по краю облямоване білуватою смугою.